# Ère Enkyō (Edo)
Pour les articles homonymes, voir Ère Enkyō.
L'ère Enkyō (en japonais : 延享) est une des ères du Japon (年号, nengō, littéralement « le nom de l'année ») suivant l'ère Kanpō et précédant l'ère Kan'en. Elle couvre la période qui s'étend du mois de février 1744 jusqu'au mois de juillet 1748. Les empereur régnants sont Sakuramachi-tennō (桜町天皇) et Momozono-tennō (桃園天皇).

## Changement de l'ère
- 1744 Enkyō gannen (延享元年?) : la nouvelle ère Enkyō (« se prolonger ») est créée pour marquer le début d'un nouveau cycle de 60 ans du zodiaque chinois. L'ère précédente se termine et la nouvelle ère commence en Kampō 4

## Événements de l'ère Enkyō
- 1744 (Enkyō 1) : une grande comète est visible dans le ciel pendant plusieurs mois; cette comète est susceptible d'avoir été ce qui est aujourd'hui identifié comme la C/1743 X1 (De Cheseaux)[3]...Cliquer pour accéder au Harvard-Smithsonian/NASA Astrophysics Data System en ligne
- 1745 (Enkyō 2) : Tokugawa Ieshige devient shogun du bakufu d'Edo[4].
- 1745 (Enkyō 2) : Premier établissement d'une foire marchande dans la capitale au temple de Hirano dans la province d'Ōmi[4].
- 1746 (Enkyō 3, 2e mois) : un grand incendie dévaste Edo[4].